# Weekend Warrior
『Weekend Warrior』（ウィークエンド・ウォーリアー）は、2010年10月20日にリリースされた80KIDZの2枚目のアルバム。

## 解説
- 80KIDZの2ndアルバム
- ゲスト・ヴォーカルを迎えた楽曲を4曲収録した前作『This Is My Shit』から一転し、全曲インストゥルメンタルで制作された。
- iTunes総合チャートで1位を獲得。
- Nautilas、Red Star、Weekend Warrior等、LIVEで頻繁に演奏される楽曲が多く収録されている。
- レコードショップJET SETとのコラボレーションにより限定生産で本作からメンバーセレクトによる6曲を収録した12" Vinyl『Weekend Warrior EP』がリリースされた。
- レコードショップFLAKE RECORDSが運営するレーベルFLAKE SOUNDSとのコラボレーションにより、収録曲「Nautilas」「When You See」の2曲を収録した7" Vinylがリリースされた。

## 収録曲
・CD、配信
1. Nautilas
2. Voice (Rework)
3. Red Star
4. Prisma
5. Flow With It
6. I Wish
7. Agenda
8. Czerny 13
9. Weak Point
10. Private Beats
11. Spectacle
12. When You See
13. Two Pockets
14. Faded Pink
15. Weekend Warrior

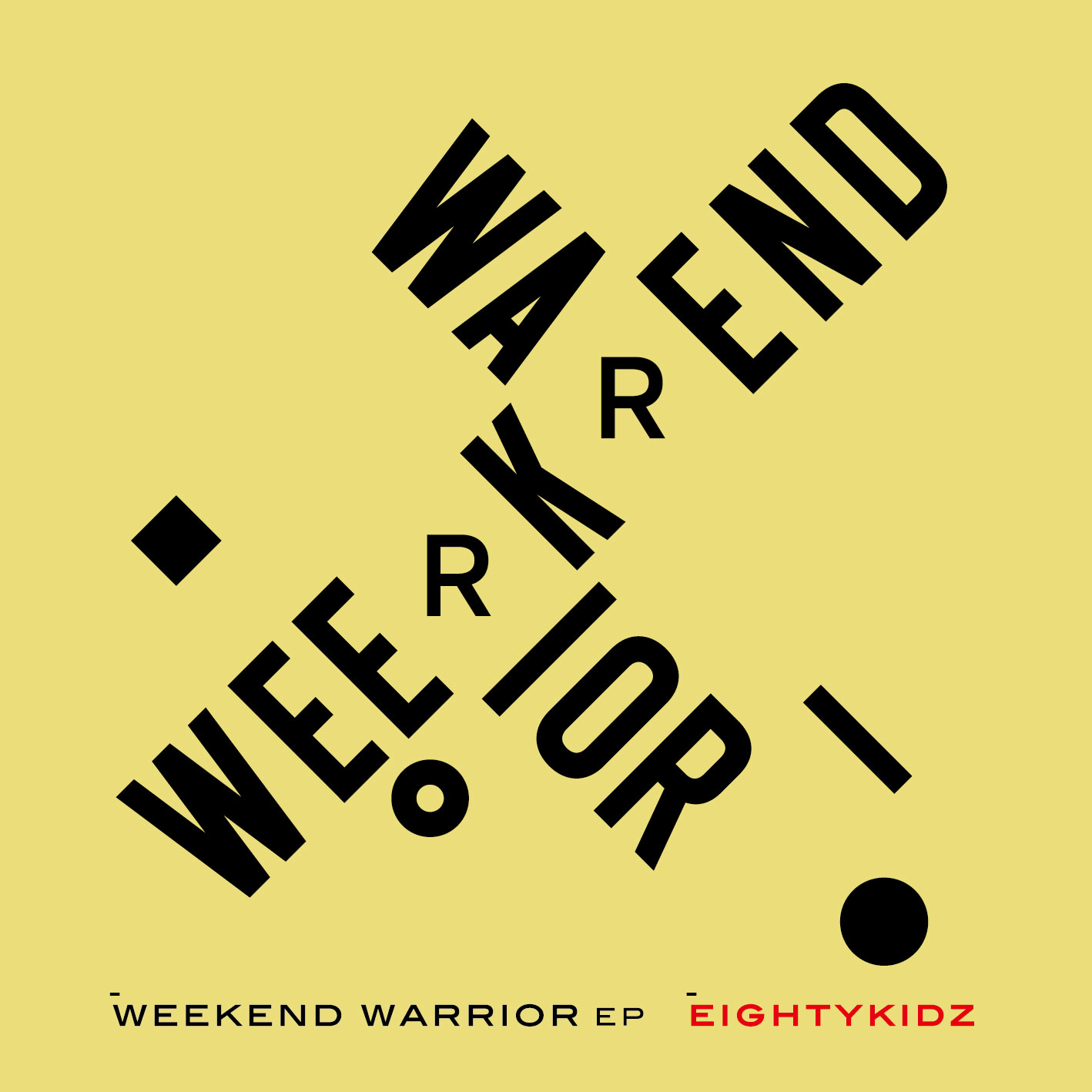
Weekend Warrior EP

・12" Vinyl - Weekend Warrior EP
Side A
1. Red Star
2. Prisma
3. Voice (Rework)

Side B
1. Weekend Warrior
2. Agenda
3. Private Beats

・7" Vinyl - Nautilas / When You See
Side A - Nautilas
Side B - When You See